# Каменники (Ярославская область)
Каменники́ − посёлок, административный центр Каменниковского сельского поселения Рыбинского района Ярославской области. Население Каменников на 1 января 2010 г. составляет 2717 чел.

## Географическое положение
Посёлок расположен на Каменниковском полуострове у берега Рыбинского водохранилища.  Напротив него находится Юршинский остров. Соединен с Рыбинском асфальтовой дорогой «Каменниковский тракт».

## Население
| 1859 | 2002  | 2007  | 2010  |
| ---- | ----- | ----- | ----- |
| 29   | ↗2851 | ↗2896 | ↘2717 |

Динамика численности населения Каменников:

## Религия
В посёлке расположена церковь в честь Св. Троицы. Каменный храм построен в 1791 году. До этого на его месте была деревянная церковь также в честь Св. Троицы. Имеет два придела в трапезной части. Справа во имя Рождества Пресвятой Богородицы, слева - во имя святителя Димитрия митрополита Ростовского. В 1835-1836 гг. была построена каменная колокольня. С 1865 года при церкви существовала домашняя школа, преобразованная в 1880 году в Земскую народную.    
В 1918 году большая часть принадлежавшей приходу земли была изъята, а в 1922 году из храма изъяли и церковные ценности, однако приход продолжал работать. В 1937 году последний настоятель храма протоиерей Николай Архангельский был арестован и в 1939 году умер в заключении. В 1938 году была взорвана колокольня, а годом позже само здание церкви переоборудовали под заводскую контору, устроив в алтаре кабинет директора. В летнем храме настелили второй этаж, где размещались разные службы. Позднее, как и во многих других подобных случаях, контора переехала в другое здание, а храм был оставлен на медленное разрушение.
В 2000-м году по просьбам местных жителей Архиепископ Ярославский и Ростовский Михей назначил настоятеля. С помощью местного железобетонного завода восстановили здание летнего храма. В 2001 году была отслужена первая литургия. С тех пор храм является действующим и постепенно реставрируется усилиями настоятеля и благотворителей. В настоящее время богослужения проводятся в здании летнего храма, зимний лишь покрыт крышей. Приделы тоже пока не восстановлены. Колокольня лишь заложена. Ведутся работы над иконостасом, внутренней реставрацией трапезной части и приделов. В 2015 году осуществлена газификация храма. 

## Фотографии

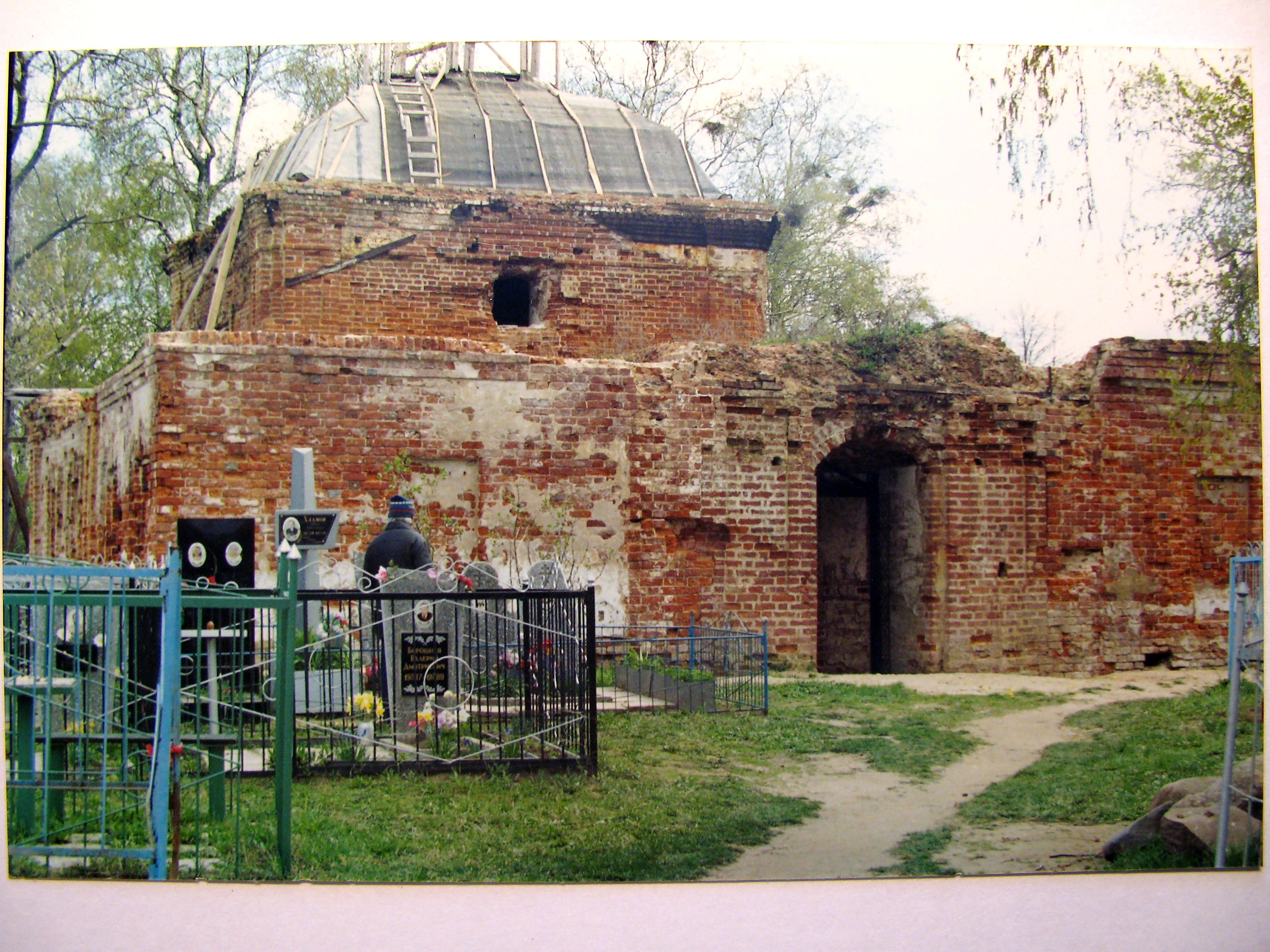
Храм Св. Троицы до начала реставрационных работ
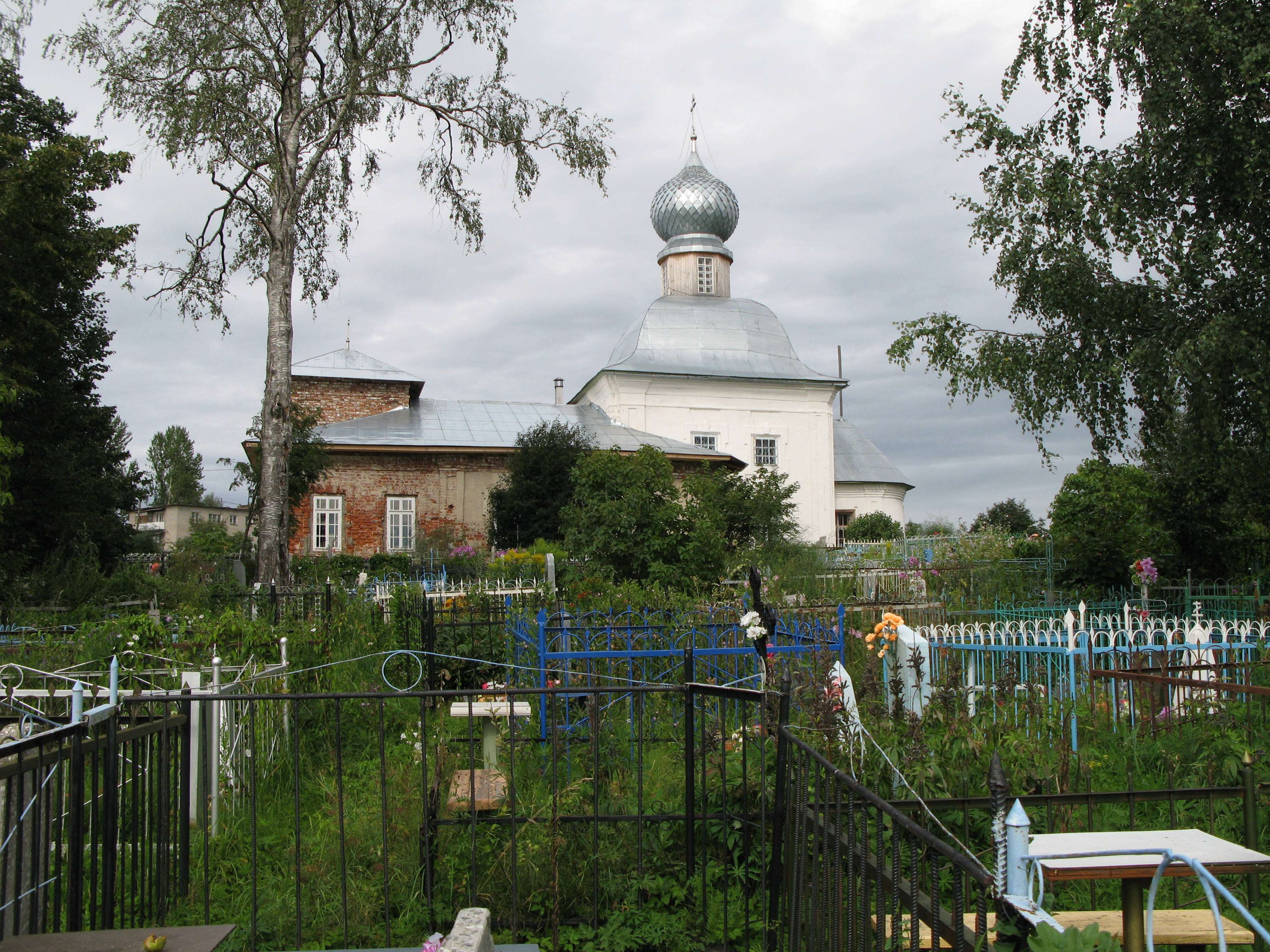
Храм Св. Троицы в 2002 году.